# Chizuko Takahashi
Chizuko Takahashi (高橋 千鶴子, Takahashi Chizuko), née le 16 septembre 1959, est une femme politique japonaise, représentant le Tōhoku à la Chambre des représentants du Japon pour le Parti communiste japonais.

## Jeunesse, études et carrière pré-électorale
Takahashi nait le 16 septembre 1959 à Noshiro, dans la préfecture d'Akita. Elle effectue ses études supérieures en sciences humaines à l'université de Hirosaki, dont elle ressort diplômée en 1982. Elle commence une carrière dans l'enseignement dans un lycée pour filles dès sa sortie de l'université.

## Carrière électorale
Takahashi s'engage dès 1989 au Parti communiste japonais, dans la branche locale de la préfecture d'Aomori où elle vit. En 1999, elle devient membre de l'assemblée préfectorale d'Aomori, représentant le PCJ.
Elle se présente pour la première fois à une élection nationale lors des élections législatives japonaises de 2003 dans la circonscription proportionnelle du Tōhoku, toujours sous les couleurs du PCJ. Elle est élue à la suite de ce scrutin, et fait son entrée à la Diète du Japon.
Takahashi est réélue à 6 reprises, lors des élections législatives japonaises de 2005, de 2009, de 2012, de 2014, de 2017 et de 2021, soutenue par le PCJ et des coopératives agricoles locales. Elle perd son siège à l'issue des élections législatives de 2024, laissant le PCJ sans représentants dans le bloc proportionnel,.  
Lors de ses mandats à la Chambre des représentants, elle occupe plusieurs postes dans différentes commissions, comme celle des terres, des infrastructures, des transports et du tourisme, ainsi que celle sur les régions, les enfants et le numérique,.  

## Prises de positions
Sur le plan social, Takahashi est favorable à l'instauration de quotas afin de favoriser l'accès des minorités à certains postes, et se déclare favorable à la légalisation du mariage homosexuel au Japon. Comme la majorité des conseillers communistes, Takahashi s'oppose à une révision de la constitution du Japon. Elle est également opposée à l'utilisation de l'énergie nucléaire, qu'elle soit militaire ou civile, et souhaite favoriser grandement les énergies renouvelables. De plus, elle se déclare favorable aux tentatives de changer la loi japonaise qui impose aux conjoints de porter le même nom.
Elle soutient également le maintien des femmes dans la famille impériale japonaise, même après leur mariage, ainsi que l'ascension d'une femme sur le trône de Chrysanthème.